# Filmfestival van Sitges
Het Filmfestival van Sitges (Spaans: Festival de Cine de Sitges, Catalaans: Festival Internacional de Cinema de Catalunya, ook bekend als Catalonian International Film Festival) is een Catalaans filmfestival, dat behoort tot de meest herkenbare filmfestivallen van Europa. Het festival wordt sinds 1967 jaarlijks gehouden in oktober in de kustplaats Sitges, ongeveer 40 kilometer ten zuiden van Barcelona.
Het festival is gespecialiseerd in fantasyfilms, en wordt gezien als het beste filmfestival ter wereld dat gespecialiseerd is in films van een genre. Het festival behoort tot de medeoprichters in 1987 van de European Fantastic Film Festivals Federation.

## Prijzen
Sinds 1971 worden op het filmfestival prijzen uitgereikt.
De bekendste is de "Gorilla", waarvan de winnaars door een internationale jury worden gekozen. Deze prijs wordt uitgereikt in de categorieën:
- Beste film
- Beste regisseur
- Beste acteur
- Beste actrice
- Beste scenario
- Beste cinematografie
- Beste speciale effecten

Andere prijzen op het festival zijn:
- Beste korte film (Méliès d'Argent)
- De Infinia Award voor beste special effects
- De Noves Visions Award
- De Carnet Jove Jury Award
- Een prijs voor beste nieuwe regisseur
- De "Gertie" Awards voor beste korte animatiefilm en lange animatiefilm
- De Grote Publieksprijs (Gran Premi del Públic),  waarvan de winnaar geheel door het publiek bepaald wordt.
- De Midnight X-Treme Award, welke wordt gegeven aan de beste film van de special screenings.

## Noemenswaardige deelnemers
Enkele bekende of noemenswaardige bezoekers van het festival zijn:
- Anthony Hopkins
- Quentin Tarantino
- Dino De Laurentiis
- Ralph Fiennes
- David Lynch
- Sam Raimi
- Terry Gilliam
- Vin Diesel
- Tobe Hooper
- Tony Curtis
- David Cronenberg
- Ray Liotta
- Jason Patric
- Peter Greenaway
- Guillermo del Toro
- Martin Sheen
- Stan Winston
- Rob Cohen
- Ray Harryhausen
- Rutger Hauer
- Takashi Miike
- Douglas Trumbull
- Fay Wray
- Jeroen Krabbé
- Tadanobu Asano
- Dario Argento
- Rob Bowman
- Guy Maddin
- Ben Gazzara
- Eli Roth
- Johnnie To
- Hideo Nakata